# ムスタファ・アクンジュ
ムスタファ・アクンジュ（Mustafa Akıncı, 1947年12月28日 - ）は北キプロス・トルコ共和国の政治家。28歳の時にレフコシャ（ニコシア）のトルコ人側の市長に選出されて以来、共和国議会（北キプロスの国会）議員、副首相兼観光大臣、大統領（第4代：2015-2020）等を歴任。
既婚。3人の娘と2人の孫がいる。

## 経歴
リマソール（イギリス領キプロス、現在のキプロス共和国）生まれ。中東工科大学を卒業後、レフコシャに移り住む。
1975年、キプロス・トルコ共和国建国国会議員に選出。1976年にレフコシャの市長に選出され、1990年まで務める。市長時代には、ギリシャ側のニコシアの市長と積極的な協力関係を築き、ニコシア下水道プロジェクトやニコシアマスタープランを共同で推進。ニコシアマスタープランは1989年にWorld Habitat Awards、2007年にアーガー・ハーン建築賞を受賞している。
1993年から2009年まで、北キプロスの共和国議会議員を務める。1999年から2001年まで副首相兼観光大臣。

## 2015年北キプロス大統領選
2015年北キプロス大統領選挙に無所属で出馬。アクンジュは現職（当時）のデルヴィシュ・エロールが南北キプロスの再統合に消極的だったのに対し、再統合に積極的で、ファマグスタのヴェロシャ地区について「ヴェロシャを活気ある町にしよう。お互いのコミュニティが一緒にビジネスをする事で、若者が仕事を見つける事が出来る」と述べている（ファマグスタは南北分断までキプロス島有数のリゾート地であったが、1974年にトルコ軍が占領して以来、北キプロスの支配下にあり、元いたギリシャ人が南に逃れ、ホテルの大半が廃墟と化していた）。
2015年4月19日の第1回投票でアクンジュは26.9%の得票を獲得（エロールは28.2%）、4月26日の決選投票では60.5%の得票を得て、エロールを破り、当選。

## 大統領として
大統領就任後の2015年5月15日、南北キプロスの和平交渉を再開。23日には2回目の交渉を行い、南側のニコス・アナスタシアディス大統領と共に、分断された南北ニコシアの市街地を散策した。
一方、トルコに対しては大統領選の時から対等な関係を求めており、「母と娘ではなく、兄弟の関係を望む」と発言。それに対し、トルコの大統領のレジェップ・タイイップ・エルドアンはキプロス紛争でトルコ軍が介入した事などを念頭に、「トルコは殉死者を出し、これからも犠牲を払い続ける」「トルコにとって北キプロスは子供だ。私たちは今後もそのようにみなす」と宣言し、不快感を示している。
2020年10月11日執行の大統領選挙では得票率32.4％を獲得したエルシン・タタール首相に続いて29.8％で2位となり決選投票に進んだ。10月18日の決選投票で落選し同月23日に退任。

## 著作
Belediye Başkanlığı'nda 14 yıl（市長としての14年間）、2010年発行、479ページ。